# Caesar's Trotting Classic
Caesar's Trotting Classic är ett årligt travlopp för treåriga och äldre som körs i september varje år på Hoosier Park. Förstapris i loppet är cirka 125 000 amerikanska dollar.

## Vinnare
| År   | Häst               | Land | Tid    | Efter             | Kusk               | Tränare                | Tvåa               | Trea              |
| ---- | ------------------ | ---- | ------ | ----------------- | ------------------ | ---------------------- | ------------------ | ----------------- |
| 2022 | Bella Bellini      | USA  | 1:51.2 | Bar Hopping       | Dexter Dunn        | Richard "Nifty" Norman | It's Academic      | Forbidden Trade   |
| 2021 | Forbidden Trade    | USA  | 1:52.4 | Kadabra           | Bob McClure        | Luc Blais              | It's Academic      | Guardian Angel Ås |
| 2020 | Gimpanzee          | USA  | 1:51.2 | Chapter Seven     | Brian Sears        | Marcus Melander        | Atlanta            | Lindy The Great   |
| 2019 | Lindy The Great    | USA  | 1:51.1 | Crazed            | Louis-Philippe Roy | Domenico Cecere        | Mission Accepted   | Guardian Angel Ås |
| 2018 | Marion Marauder    | USA  | 1:52.4 | Muscle Hill       | Scott Zeron        | Paula Wellwood         | JL Cruze           | Homicide Hunter   |
| 2017 | Homicide Hunter    | USA  | 1:51.2 | Mr Cantab         | Brett Miller       | Chris Oakes            | Hannelore Hanover  | Natural Herbie    |
| 2016 | Hannelore Hanover  | USA  | 1:52.4 | Swan For All      | Yannick Gingras    | Ron Burke              | Wind Of The North  | Crazy Wow         |
| 2015 | Bee A Magician     | USA  | 1:53.0 | Kadabra           | David Miller       | Richard "Nifty" Norman | Wind Of The North  | Gural Hanover     |
| 2014 | Master Of Law      | USA  | 1:54.2 | Deweycheatumnhowe | Jimmy Takter       | Jimmy Takter           | Creatine           | Natural Herbie    |
| 2013 | Uncle Peter        | USA  | 1:52.3 | Cantab Hall       | David Miller       | Jimmy Takter           | Market Share       | My MVP            |
| 2012 | Hot Shot Blue Chip | USA  | 1:54.4 | Revenue           | Corey Callahan     | Jonas Czernyson        | Opening Night      | Mr Web Page       |
| 2011 | Il Villaggio       | USA  | 1:53.0 | Yankee Glide      | Jody Jamieson      | Blair Burgess          | Hot Shot Blue Chip | All Cantab        |
| 2010 | Triumphant Caviar  | USA  | 1:53.1 | S.J.'s Caviar     | Luc Ouellette      | Christopher Beaver     | Abc Mercedes       | Rompaway Beau     |